# Davlekanovo
Davlekanovo (in baschiro Дәүләкән, Däüläkän) è una città della Russia europea centro-orientale (Repubblica Autonoma della Baschiria).
Sorge sul fiume Dëma (affluente della Belaja), 90 km a sudovest della capitale Ufa; è il capoluogo amministrativo del rajon Davlekanovskij.